# هوراس دیستون
هوراس دیستون (انگلیسی: Horace Disston; ۷ ژانویهٔ ۱۹۰۶ – ۳۰ سپتامبر ۱۹۸۲) بازیکن هاکی روی چمن اهل ایالات متحده آمریکا بود.